# Tricongius collinus
Tricongius collinus là một loài nhện trong họ Gnaphosidae.
Loài này thuộc chi Tricongius. Tricongius collinus được Eugène Simon miêu tả năm 1893.